# Ophrys fusca
 Ophrys fusca   Link es una especie de orquídeas monopodiales y terrestres de la subtribu Orchidinae de la  familia Orchidaceae. Es la llamada orquídea abeja negra: orquídea muy variable que puede presentar pequeñas modificaciones en su apariencia, que se clasifican como subespecies.
Etimología
Ver: Ophrys, Etimología
Nombres comunes
- Catalán: mosques negres
- Castellano: orquídea abejera oscura, abejera oscura, abejita, avispilla, monjas, monjitas, mosca fusca[1]

## Hábitat
Esta especie de hábitos terrestres  monopodial  se distribuye por el  Mediterráneo . En prados, olivares, garrigas, y bosques. Alcanzan una altura de 4 dm.

## Descripción

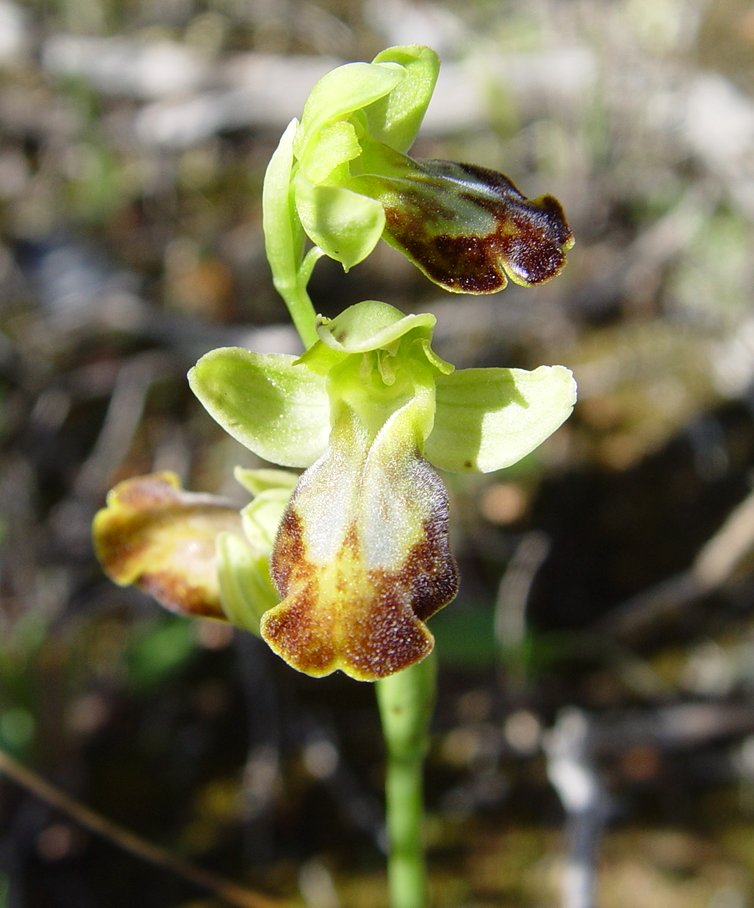
Ophrys fusca,
de tonos más claros, del Algarve (Portugal).

Durante el verano estas orquídeas están durmientes como un bulbo subterráneo tubérculo, que sirve como una reserva de comida. Al final del verano-otoño desarrolla una roseta de hojas. También un nuevo tubérculo empieza a desarrollarse y madura hasta la siguiente primavera, el viejo tubérculo muere lentamente. En la próxima primavera el tallo floral empieza a desarrollarse, y durante la floración las hojas ya comienzan a marchitarse.
La mayoría de las orquídeas Ophrys dependen de un hongo simbionte, debido a esto desarrollan solo un par de pequeñas  hojas alternas. No pueden ser trasplantadas debido a esta simbiosis. Las pequeñas hojas basales forman una roseta pegadas a ras de suelo. Son oblongo lanceoladas redondeadas sin indentaciones tienen un color verde azulado. Se desarrollan en otoño y pueden sobrevivir las heladas del invierno.
Ophrys fusca es una orquídea terrestre que tiene tubérculo subterráneo, globular, y pequeño del cual sale el tallo floral erecto sencillo y sin ramificaciones de unos 40 cm. Las flores poseen un labelo de gran tamaño.  El labelo es velludo y tiene un color marrón oscuro desde la mitad central a la parte del exterior, la mitad más interna tiene un color grís glabro y la junta más interna tonos amarillos y blancos. El labelo tiene tres lóbulos con los laterales que están vueltos hacia adelante con unos pelos finos y sedosos. El lóbulo mayor es redondeado abombado turgente con una base de pelos blanquecinos .

Esta variedad tiene los sépalos iguales en tamaño y en consistencia de unos 7 mm de longitud y un color verde intenso. Los pétalos más internos son más pequeños que los sépalos pero del mismo color verde y hacen un gran contraste con los tonos oscuros del labelo.  De dos a diez flores se desarrollan en el tallo floral con hojas basales. Las flores son únicas, no solo por su inusual belleza, gradación de color y formas excepcionales, sino también por la ingenuidad con la que atraen a los insectos. Su labelo imita en este caso al abdomen de una abeja.
Esta sugestión visual sirve como reclamo íntimo. Esta polinización mímica está acrecentada al producir además la fragancia de la hembra del insecto en celo. Estas feromonas hacen que el insecto se acerque a investigar. Esto ocurre solamente en el periodo determinado en el que los machos están en celo y las hembras no han copulado aún. El insecto está tan excitado que  empieza a copular con la flor. Esto se denomina "pseudocopulación", la firmeza, la suavidad, y los pelos aterciopelados del labelo, son los mayores incentivos, para que el insecto se introduzca en la flor. Las polinia se adhieren a la cabeza o al abdomen del insecto. Cuando vuelve a visitar otra flor los polinia golpean el estigma. Los filamentos de los polinia durante el transporte cambian de posición de tal manera que los céreos granos de polen puedan golpear al estigma, tal es el grado de refinamiento de la reproducción. Si los filamentos no toman la nueva posición los polinia podrían no haber fecundado la nueva orquídea.
Cada orquídea tiene su propio insecto polinizador y depende completamente de esta especie polinizadora para su supervivencia. Lo que es más los machos embaucados es probable que no vuelvan o incluso que ignoren plantas de la misma especie. Por todo esto solamente cerca del 10 % de la población de Ophrys llega a ser polinizada. Esto es suficiente para preservar la población de Ophrys, si se tienen en cuenta que cada flor fertilizada  produce 12.000 diminutas semillas.

## Subespecies deOphrys fusca

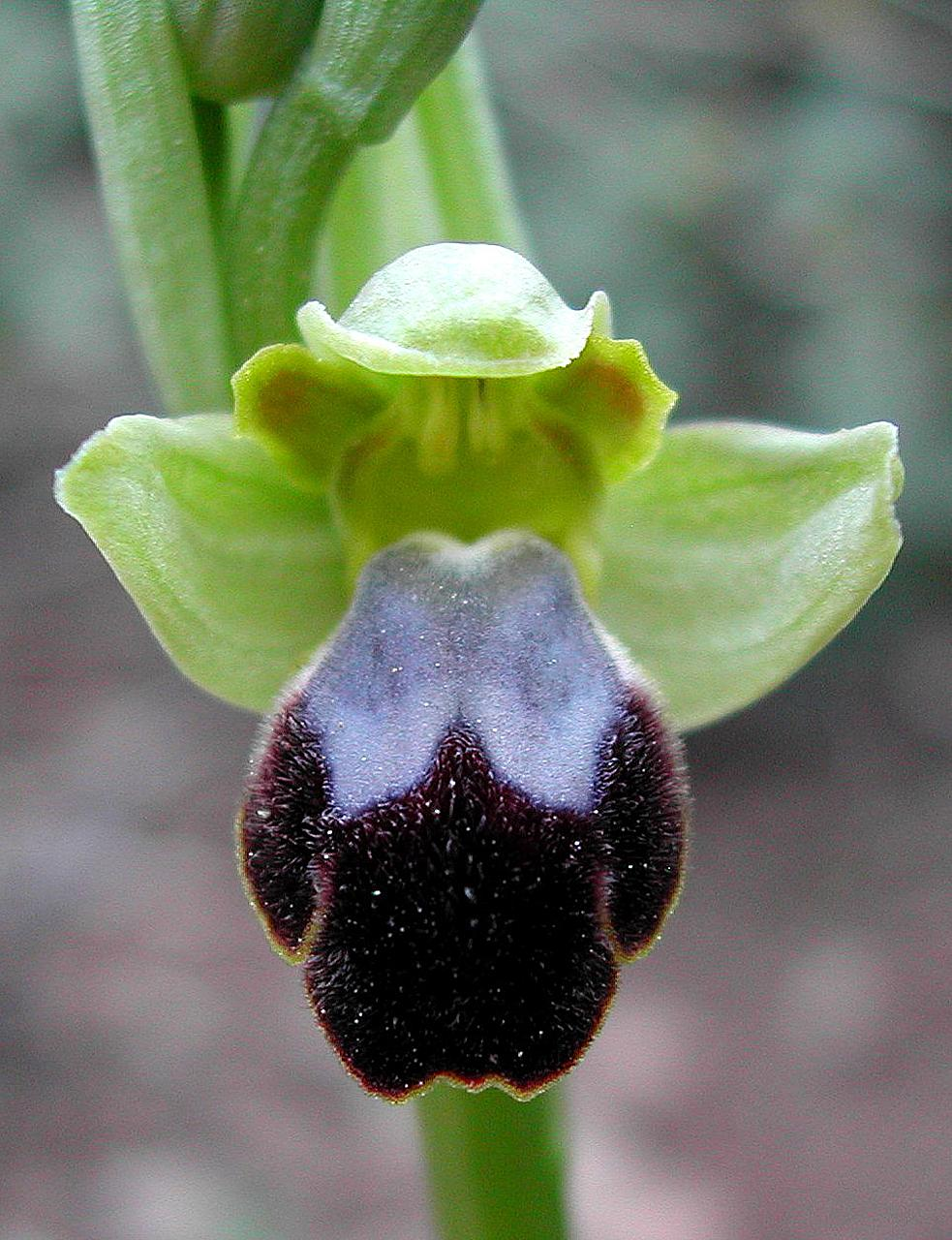
Ophrys fusca
Mallorca.

- Ophrys fusca : orquídea abeja negra  (Medit.) 
  - Ophrys fusca ssp. blitopertha ( Islas del Egeo a sudoeste Turquía)
  - Ophrys fusca ssp. cinereophila (sur Grecia a norte Siria).
  - Ophrys fusca ssp. funerea
  - Ophrys fusca ssp. fusca (Medit.)
  - Ophrys fusca ssp. minima (Francia)
  - Ophrys fusca ssp. obaesa (Sicilia)
  - Ophrys fusca ssp. vasconica (sudoeste Europa).

## Híbridos naturales
- Ophrys × battandieri (O. fusca × O. lutea) (noroeste África)
- Ophrys × borakisiana (O. fusca × O. mammosa) (este Islas del Egeo)
- Ophrys × braunblanquetiana (O. fusca × O. incubacea) (Corcega, Italia)
- Ophrys × eliasii (O. fusca × O. vernixia ssp. ciliata) (sur Europa)
  - Ophrys × eliasii nothosubsp. conimbricensis (O. fusca × O. vernixia) (Portugal)
  - Ophrys × eliasii nothosubsp. eliasii (sur de Europa).
- Ophrys × ferruginea (O. fusca × O. holoserica) (Italia)
- Ophrys × gauthieri (O. fusca ssp. fusca × O. lutea ssp. lutea) (Francia)
- Ophrys × leguerrierae (O. lutea ssp. ? × O. araneola) (Francia)
- Ophrys × pseudofusca (O. fusca × O. sphegodes) (sur de Europa)
- Ophrys × sancti-leonardi (O. fusca × O. tenthredinifera). (Italia)
- Ophrys × spuria (O. bertolonii × O. fusca) (sur de Europa)
- Ophrys × varvarae (O. cretica × O. fusca) (Creta)

## Sinonimia
- Arachnitis fusca  (Link) Tod.
- Ophrys arnoldii P.Delforge

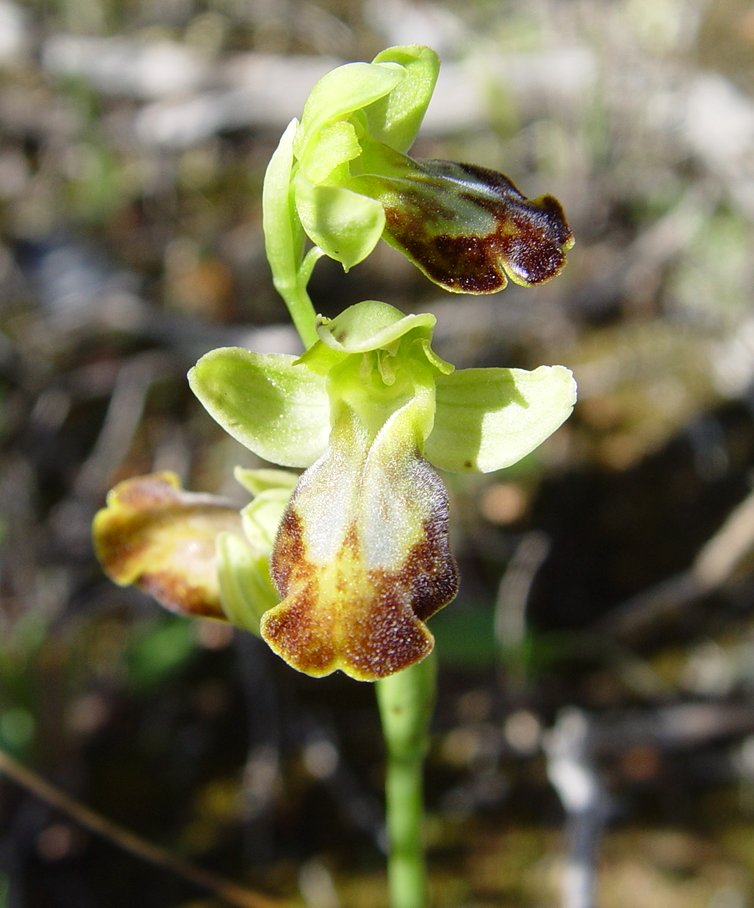

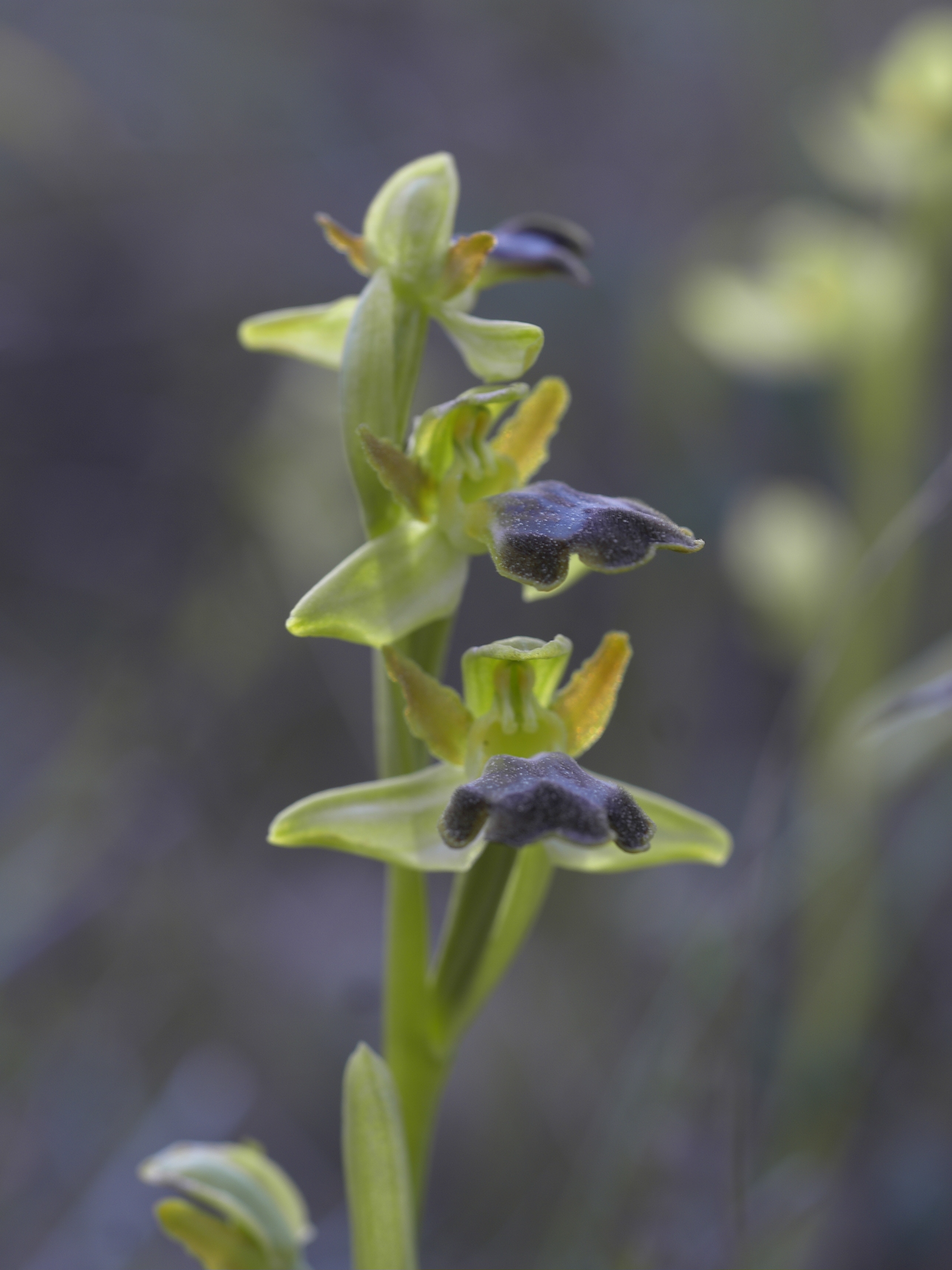

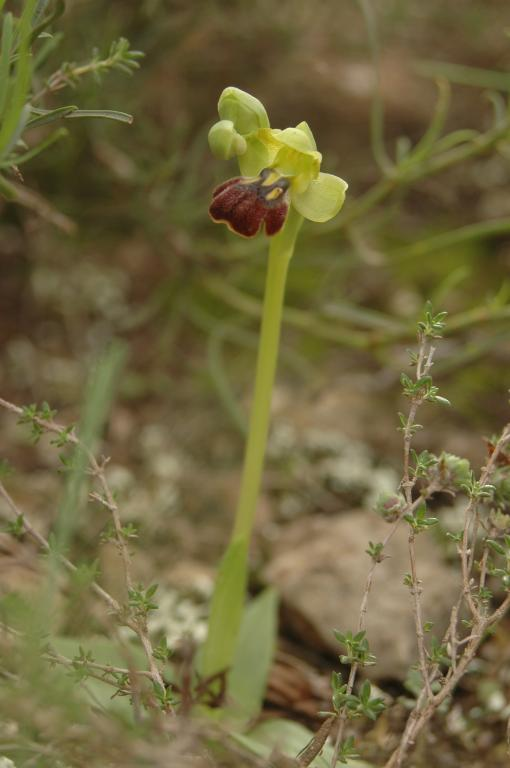

- Ophrys atlantica subsp. dyris (Maire) G.Keller in G. Keller, Schltr. & Soó
- Ophrys attaviria auct.
- Ophrys bilunulata Risso
- Ophrys dianica M.R.Lowe, Piera, M.B.Crespo & J.E.Arnold
- Ophrys dyris f. kelleri Maire
- Ophrys dyris Maire
- Ophrys fleischmannii auct.
- Ophrys funerea auct.
- Ophrys fusca subsp. bilunulata (Risso) Aldasoro & L.Sáez in Castrov. & al. (eds.)
- Ophrys fusca subsp. dyris (Maire) Soó in G. Keller, Schltr. & Soó
- Ophrys fusca subsp. fusca Link
- Ophrys fusca subsp. omegaifera auct.
- Ophrys fusca var. dyris (Maire) O.Bolòs & Vigo
- Ophrys lucentina P.Delforge
- Ophrys lupercalis Devillers-Tersch. & Devillers
- Ophrys omegaifera subsp. dyris (Maire) Del Prete
- Ophrys omegaifera auct.[1]

- Ophrys africana G.Foelsche & W.Foelsche 2001
- Ophrys attaviria Rückbrodt & Wenker 1990
- Ophrys blitopertha Paulus & Gack 1998
- Ophrys cinereophila Paulus & Gack 1998
- Ophrys creberrima Paulus 1998
- Ophrys cressa Paulus 1998
- Ophrys creticola Paulus 1998
- Ophrys ficuzzana H.Baumann & Künkele 1986
- Ophrys funcrea Viviani 1824
- Ophrys fusca subsp. akhdarensis B.Baumann & H.Baumann 2001
- Ophrys fusca subsp. blitopertha (Paulus & Gack) Faurh. & H.A.Pedersen 2002
- Ophrys fusca subsp. creberrima (Paulus) H.Kretzschmar 2002
- Ophrys fusca subsp. cressa (Paulus) H.Kretzschmar 2002
- Ophrys fusca subsp. creticola (Paulus) H.Kretzschmar 2002
- Ophrys fusca subsp. thriptiensis (Paulus) H.Kretzschmar 2002
- Ophrys fusca var. forestieri Rchb.f. 1851
- Ophrys fusca var. maculata Balayer 1986
- Ophrys fusca var. rubescens Balayer 1986
- Ophrys holoserica subsp. maxima (H.Fleischm.) Greuter 1967
- Ophrys marmorata G.Foelsche & W.Foelsche 1998
- Ophrys myodes Lapeyr. 1813
- Ophrys nicotiae Zodda 1900
- Ophrys obaesa Lojac. 1909
- Ophrys obscura Beck 1879
- Ophrys oestrifera Rchb. 1830
- Ophrys parosica P.Delforge 1995
- Ophrys pectus Mutel 1835
- Ophrys peraiolae G.Foelsche & al. 2000
- Ophrys peraiolae var. rubra G.Foelsche & al. 2000
- Ophrys phaseliana D.Rückbr. & U.Rückbr. 1996
- Ophrys sphegodes subsp. moesziana Soó 1927
- Ophrys sulcata Devillers-Tersch. & Devillers 1994
- Ophrys thriptiensis Paulus 1998
- Ophrys tricolor Desf. ex Nyman 1882
- Ophrys truncata Dulac 1867;
- Ophrys zonata Devillers-Tersch. & Devillers 1994[2]